# Monopoli
Monopoli este o comună din provincia Bari, regiunea Puglia, Italia, cu o populație de 47.870 de locuitori&#32 (2022);și o suprafață de 157,89 km².

## Demografie
Monopoli - evoluția demografică

|  | Graficele sunt indisponibile din cauza unor probleme tehnice. Mai multe informații se găsesc la Phabricator și la wiki-ul MediaWiki. |

Date: Recensăminte sau birourile de statistică - grafică realizată de Wikipedia

## Personalități născute aici
- Franca Raimondi (1932 - 1988), cântăreață.